# Рядовка голубина
 
Рядовка голубина (Tricholoma columbetta) — вид грибів роду Рядовка (Tricholoma). Сучасну біномінальну назву надано у 1871 році. 

## Будова

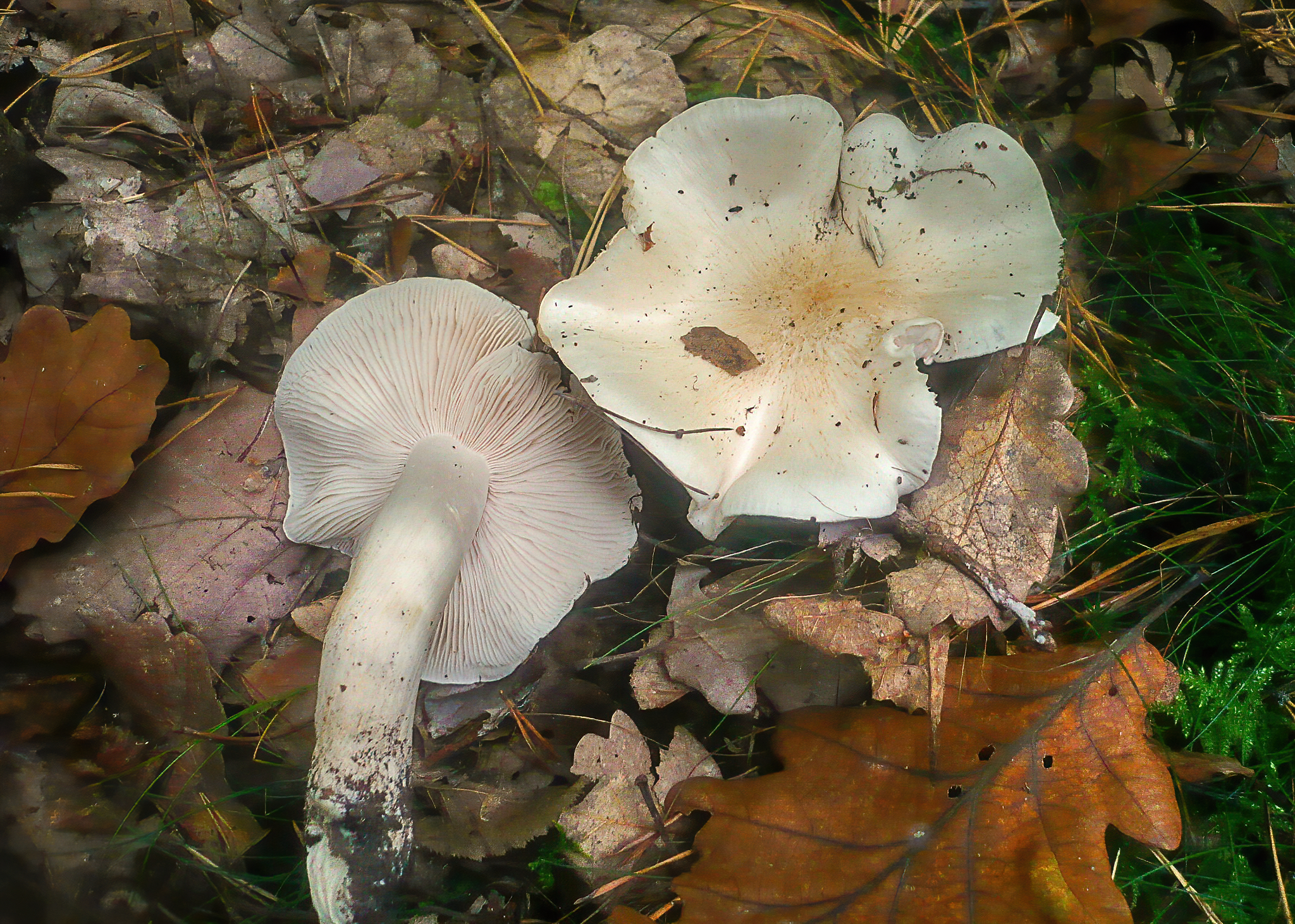
Tricholoma columbetta

Шапинка діаметром 5-12 см шовковисто-біла або сіра, може бути з зеленими, синіми, рожевими або жовтими плямами.  М’ясиста, звивиста, часто з хвилястими і надтріснутим краями. У молодих грибів має форму півкулі, яка з часом змінюється на більш розпростерту. Поверхня дуже клейка в сиру погоду.
Ніжка білого кольору, біля основи може бути зеленуватою, висотою 6-11 см, діаметром 1-3 см, часто вигнута.
Пластинки широкі і часті. У молодих грибів білі, у дорослих червонуваті або бурі. Споровий порошок білий. М'якуш м'ясистий, видає виразний борошняний запах.

## Життєвий цикл
Плодові тіла з'являються з початку серпня і до кінця вересня.

## Поширення та середовище існування
Росте в країнах Євразії з помірним кліматом під буком та березою.

## Практичне використання
Гриб їстівний, придатний для засолювання і маринування. В процесі теплової обробки м’якоть рядовки червоніє, але це не позначається на її смакових властивостях.